# Paul-Marie Lapointe
Paul-Marie Lapointe (ur. 22 września 1929 w Saint-Félicien w Quebecu, zm. 16 sierpnia 2011 w Montrealu) – kanadyjski poeta i dziennikarz francuskojęzyczny.

## Życiorys
Kształcił się w Chicoutimi, później w École des beaux-arts de Montréal. W 1948 wydał debiutancki zbiór wierszy Le Vierge incendié, surrealistycznych i pełnych przemocy, napisanych pod wpływem poetów automatystów (w 1985 ich polski przekład ukazał się w Antologii poezji Quebecu). Jego późniejsze zbiory poezji to Choix de poèmes: Arbres (1960), Pour les âmes (1964), Le réel absolu. Poèmes 1948-1965 (1971), Écritures (1980) i Le sacre (1998), w których kładł akcent na autonomię języka poetyckiego i poszukiwanie estetycznego ideału poezji czystej. Łączył się z tym etyczny krytycyzm. Posługiwał się surrealistycznymi metaforami, techniką kolażu i rytmizowanymi improwizacjami bliskimi ekspresji jazzowej. Od 1950 do 1954 pracował dla pisma "L'Événement Journal", 1954-1960 dla "La Presse". W 1959 był współzałożycielem miesięcznika literackiego "Liberté". W 1963 pracował krótko dla "Nouveau Journal", po czym 1963-1968 był wydawcą i redaktorem naczelnym "Le Magazine Maclean", a 1969-1992 dyrektorem programowym Radio-Canada.